# Están calientes
| Dibujos preparatorios | Dibujos preparatorios | Dibujos preparatorios | Dibujos preparatorios |
| --------------------- | --------------------- | --------------------- | --------------------- |
|                       |                       |                       |                       |

El aguafuerte Están calientes es un grabado de la serie Los Caprichos del pintor español Francisco de Goya. Está numerado con el número 13 en la serie de 80 estampas. Se publicó en 1799.

## Interpretaciones de la estampa
Existen varios manuscritos contemporáneos que explican las láminas de los Caprichos. El que se encuentra en el Museo del Prado se tiene como autógrafo de Goya, pero parece más bien despistar y buscar un significado moralizante que encubra significados más arriesgados para el autor. Otros dos, el que perteneció a Ayala y el que se encuentra en la Biblioteca Nacional, realzan la parte más escabrosa de las láminas.
- Explicación de esta estampa del manuscrito del Museo del Prado: Tal prisa tienen de engullir que se las tragan hirviendo. Hasta en el uso de los placeres son necesarias la templanza y la moderación.[2]

- Manuscrito de Ayala: Los frailes estúpidos se atracan, alla a sus horas, en los refectorios, riéndose del mundo; ¡qué han de hacer sino estar calientes!.[2]

- Manuscrito de la Biblioteca Nacional: Los frailes estúpidos se atracan bien en sus refectorios, y se ríen del mundo; ¡qué han de hacer después si no estar calientes!.[2]

Nos encontramos ante un grabado de fuertes alusiones clericales. Los frailes se encuentran en le refectorio comiendo con cadavéricas cabezas y las bocas extremadamente abiertas destacando las cucharas y la forma de engullir la sopa. Al fondo, un lego refuerza la sensación de comida copiosa llevando una bandeja que parece repleta.
El título de la escena encierra un doble sentido donde prevalece la ironía. Según Helman, este grabado es un resumen gráfico del pensamiento ilustrado que reflejaba Samaniego con las abejas y los zánganos al aludir a la abundancia: Con que el enjambre próvido mantiene tanto zángano gordo como tiene.

## Técnica del grabado
Hay tres dibujos preparatorios. El primer estudio, el número 63 del Álbum B, es una aguada a tinta china con la inscripción Caricatura alegre. El clérigo de la izquierda tiene una nariz enorme que recuerda las caricaturas de Tiépolo y su hijo. En el segundo estudio cambia el sentido de la inscripción y pone Sueño de unos hombres que se nos comían (corresponde al Sueño 25). En este segundo dibujo el tema adquiere rasgos de crítica y pierde el tono de caricatura del anterior. En el tercer estudio, a la aguada roja, adquiere las formas definitivas de la estampa suprimiendo una figura. Todavía se dramatiza más la estampa con la figura de la derecha que pasa de tener una sonrisa amable a expresar crueldad, reforzando el significado de toda la escena. Se aclaran y permite destacar las cucharas y los utensilios de la mesa. Se intensifica el claroscuro y las luces violentas de la figura de la izquierda.
Señalar otros aspectos que en la sucesión de los dibujos preparatorios han ido reforzado el mensaje que Goya quiere transmitir: la mesa inicialmente pequeña que no daba sensación de gran comida se alarga; desaparecen algunos utensilios de la mesa que contribuían a despistar; se aprecia en los dibujos preparatorios como se va buscando unos rostros y unas formas que trasmitan ferocidad.